# Glenn Layendecker
Glenn Layendecker (Stanford, 9 maggio 1961) è un ex tennista statunitense.

## Carriera
In carriera ha vinto un titolo di doppio, la Mercedes Cup nel 1992, in coppia con il sudafricano Byron Talbot. Nei tornei del Grande Slam ha ottenuto il suo miglior risultato raggiungendo i quarti di finale di doppio agli US Open nel 1989 e nel 1992.

## Statistiche

### Singolare

#### Finali perse (2)
| Numero | Anno            | Torneo                    | Superficie | Avversario in finale | Punteggio     |
| 1.     | 24 giugno 1985  | Bristol Open, Bristol     | Erba       | Marty Davis          | 6-4, 3-6, 5-7 |
| 2.     | 10 ottobre 1988 | Eagle Classic, Scottsdale | Cemento    | Mikael Pernfors      | 2-6, 4-6      |

### Doppio

#### Vittorie (1)
| Numero | Anno           | Torneo                  | Superficie  | Compagno     | Avversari in finale        | Punteggio     |
| 1.     | 19 luglio 1992 | Mercedes Cup, Stoccarda | Terra rossa | Byron Talbot | Marc Rosset Javier Sánchez | 4-6, 6-3, 6-4 |

### Doppio

#### Finali perse (4)
| Numero | Anno             | Torneo                                     | Superficie | Compagno        | Avversari in finale          | Punteggio     |
| 1.     | 24 febbraio 1985 | Toronto Indoor, Toronto                    | Sintetico  | Glenn Michibata | Peter Fleming Anders Järryd  | 6-7, 2-6      |
| 2.     | 4 ottobre 1987   | Pacific Coast Championships, San Francisco | Sintetico  | Todd Witsken    | Jim Grabb Patrick McEnroe    | 2-6, 6-0, 4-6 |
| 3.     | 9 gennaio 1989   | South Australian Open, Adelaide            | Cemento    | Mark Kratzmann  | Neil Broad Stefan Kruger     | 2-6, 6-7      |
| 4.     | 11 febbraio 1990 | Pacific Coast Championships, San Francisco | Sintetico  | Richey Reneberg | Kelly Jones Robert Van't Hof | 6-2, 6-7, 3-6 |